# Acadèmia Argentina de Lletres
L'Acadèmia Argentina de Lletres (AAL) és la institució responsable de l'estudi i l'assessorament de l'ús de l'idioma espanyol en la República Argentina.
Des del seu establiment, el 13 d'agost de 1931 a Buenos Aires, manté llaços amb la Reial Acadèmia Espanyola (RAE), amb les altres Acadèmies Hispanoamericanes, l'Acadèmia Nord-americana de la Llengua Espanyola i la Filipina, i amb l'Associació d'Acadèmies de la Llengua Espanyola, amb seu a Madrid; des de 1999 té oficialment el títol de corresponsal.
En les seves relacions amb la RAE es va adoptar el règim de "associada" fins a novembre de 1999; des d'aquest any va passar a la categoria de corresponent de l'Associació d'Acadèmies de la Llengua Espanyola.
Està integrada per 24 membres regulars, triats per haver-se destacat en estudis relacionats amb l'idioma o la literatura; conformen l'organisme rector de l'Acadèmia, i trien acadèmics honoraris i corresponents.

## Finalitats
L'objecte de l'Acadèmia no es limita al registre de les peculiaritats de la llengua castellana, tal com es parla a la regió rioplatense. Pretén a més executar accions normatives respecte del seu ús i estimular i contribuir als estudis literaris, considerats un element crucial de la cultura nacional.

## Premis
L'Acadèmia reglamenta a més els premis literaris nacionals. Des de 1984 atorga un premi homònim als titulats universitaris de la carrera de lletres que aconsegueixin la màxima mitjana en totes les universitats nacionals, així com el premi Acadèmia Argentina a autors destacats de narrativa, poesia i assaig.

## Història

### Antecedents
Els antecedents més remots de la lexicografia en la zona del riu de la Plata es remunten a un reduït, però rigorós Lèxic rioplatense compilat el 1845 per Francisco Javier Muñiz (1845) i un altre de 1860 elaborat per Juan María Gutiérrez per al francès Martín de Moussy.
El 9 de juliol de 1873 un grup d'intel·lectuals argentins, especialment portenys, va fundar a Buenos Aires l'Acadèmia Argentina de Ciències i Lletres. Presidida pel poeta Martín Coronado, l'Acadèmia no tenia com a tasca exclusiva l'estudi de la llengua; es dedicava més aviat a diverses branques del saber —des del dret i la ciència fins a la plàstica, la literatura i la història— en la seva implicació en la cultura nacional. Va intentar, això sí, la compilació d'un Diccionari del Llenguatge Argentí, tasca per a la qual es van recollir diversos milers de vocables i locucions. No obstant això, a la dissolució de l'Acadèmia en 1879 el projecte va quedar inconclús.
D'aquest treball, que incloïa estudis duts a terme per especialistes sobre els argots professionals i recerques sobre els localismes de l'interior del país, solament es conserva una dotzena de vocables publicats en l'efímer òrgan de l'Acadèmia, El Plata Literario. El mateix periòdic va donar a conèixer en 1876 una Col·lecció de veus americanes, obra de Carlos Manuel de Trelles, amb unes 300 veus, que s'havia incorporat al projecte. No obstant això, la iniciativa donaria fruits almenys pel fet d’establir la necessitat d'una entitat dedicada a l'estudi de l'idioma local. Quan, en la dècada de 1880, sota el programa de creació d'Acadèmies corresponsals gestat per la Reial Acadèmia Espanyola, es van cursar invitacions a diversos destacats intel·lectuals argentins per a conformar-la —entre ells Ángel Justiniano Carranza, Luis Domínguez, Vicente Fidel López, Bartolomé Mitre, Pastor Obligado, Carlos María Ocantos, Ernesto Quesada, Vicente Quesada i Carlos Guido Spano— altres, com Juan Bautista Alberdi, Juan María Gutiérrez i Juan Antonio Argerich— dubtaven de la conveniència d'acollir-se al projecte espanyol, sospitant d'un intent de restauració cultural de la península. Argerich va argumentar que constituiria «una sucursal, vassalla de l'Imperialisme espanyol», i va fer la contraproposta de la creació d'«una Acadèmia argentina de la llengua castellana» que generés el seu propi diccionari. Pastor Obligado, per contra, va argumentar públicament a favor de l'establiment d'una acadèmia corresponent.
El 1903 Estanislao Zeballos, en l'estudi preliminar que va escriure per a les Notas al castellano en la Argentina de Ricardo Monner Sans, va proposar sense èxit als llavors corresponsals de la RAE —Bartolomé Mitre, Vicente Fidel López, Vicente G. Quesada, Carlos Guido Spano, Rafael Obligado, Calixto Oyuela, Ernesto Quesada i ell mateix— conformar una secció argentina de l'Acadèmia. No va ser fins a set anys més tard, i mitjançant les gestions del marquès de Girona, Eugenio Sellés, arribat a l'Argentina com a part de la comitiva que va acompanyar a la infanta Isabel María Francisca de Borbó a les festivitats del centenari de la nació, que aquests mateixos fundarien la primera Acadèmia Argentina de la Llengua. Dels divuit acadèmics de la qual aquesta constaria, Vicente Quesada i Calixto Oyuela van ser elegits respectivament president i secretari amb caràcter vitalici.
El pla d'activitats que Obligado va engiponar constava no sols de la tasca de corregir i ampliar el lèxic local contingut en el diccionari de l'Acadèmia espanyola, sinó també convenir amb les restants acadèmies llatinoamericanes la coordinació d'un registre de les locucions locals per a la confecció d'un vocabulari hispanoamericà separat. Amb això buscava evitar dubtes sobre el zel nacionalista i purista dels peninsulars, que ja havia ocasionat frecs amb altres acadèmies corresponsals. El diccionari d'americanismes estaria obert a la seva ocupació per la RAE, però constituiria en principi una activitat separada.
Al programa, ampliat a instàncies de Zeballos, es van sumar els nous membres de l'Acadèmia, Samuel Lafone Quevedo, Osvaldo Magnasco, José Matienzo, José María Ramos Mejía i Enrique Rivarola. No obstant això, la falta de suport polític i els recels mutus amb la RAE portarien a la ràpida dissolució de l'organisme, que no va aconseguir publicar les seves recerques.

### Fundació
El 13 d'agost de 1931 el president de facto José Félix Uriburu va decretar la creació de l'Acadèmia Argentina de Lletres. El canvi de nom responia a un èmfasi addicional en la difusió i promoció de la literatura per sobre de l'interès en l'idioma. Amb això es buscava definir i enfortir la "fisonomia espiritual del país", emprant els recursos de la narració, la lírica i sobretot el teatre per a gestionar un model cultural. Es va encarregar a Oyuela la presidència del cos, compost a més per Enrique Banchs, Joaquín Castellanos, Atilio Chiappori, Juan Carlos Dávalos, Leopoldo Díaz, Juan Pablo Echagüe, Alfredo Ferrerira, Gustavo Franceschi, Manuel Gálvez, Leopoldo Herrera, Carlos Ibarguren, Arturo Marasso, Gustavo Martínez Zuviría, Clemente Ricci i Juan Baptista Terán. L'Acadèmia va gaudir del càrrec d'associada a la RAE. El suport que abans no havia tingut no es va escatimar; una sala de la vella Biblioteca Nacional de carrer Mèxico es va destinar a la reunió setmanal del cos, mentre el projecte del llavors senador Matías Sánchez Sorondo d'adquirir el Palau Errázuriz per a traslladar allí l'Acadèmia, juntament amb l'Acadèmia Nacional de Belles arts, el Museu Nacional d'Art Decoratiu i la Comissió Nacional de Cultura. El gener de 1937 es va aprovar l'adquisició de l'immoble, encara que el trasllat no es faria efectiu fins a 1944.
Els canvis institucionals des de la seva creació per Uriburu han estat escassos; des de 1935 cada butaca de les vint-i-quatre porta el nom d'un escriptor clàssic argentí. Des de 1940 l'emblema de l'Acadèmia és una columna jònica (segons el disseny de Alfredo Guido), rematada amb el lema recta sustenta. Després del cop El cop militar de 1955 —la dictadura autodenominada Revolució Llibertadora encapçalada per Pedro Eugenio Aramburu, va començar una política de persecució cap a periodistes, esportistes, polítics i intel·lectuals relacionats amb el peronisme i altres partits, i també van ser perseguits membres de l'Acadèmia Argentina de Lletres.
El 1999 l'Acadèmia va passar finalment a ocupar el càrrec de corresponent de la RAE. El 2001 va celebrar el seu setantè aniversari organitzant una exposició a la Biblioteca Nacional, que va exhibir documents i iconografia de la seva història, així com part de l'arxiu documental.

## Biblioteca "Jorge Luis Borges"

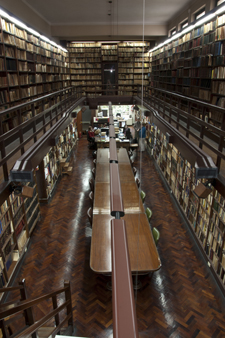
Biblioteca "Jorge Luis Borges" de l'Acadèmia Argentina de Lletres, vista des de l'escala.

La biblioteca de l'Acadèmia es va inaugurar el 1932. Va funcionar en dependències de la Biblioteca Nacional entre 1932 i 1946, i a partir de 1947 es va traslladar a la seva seu actual del Palau Errázuriz. Gràcies al llegat de Juan José García Velloso, el 1936 se li van sumar 3000 llibres de literatura i teatre llatinoamericans. La biblioteca d'Alberto Cosito Muñoz, adquirida el 1937, i números de la Revue Hispanique i de les publicacions de la Sociedad de Bibliòfilos Españoles, van complementar la partida inicial. Entre les seves col·leccions es destaca la col·lecció de egiptología d'Abraham Rosenvasser, i la gran col·lecció de primeres edicions del segle XIX de Miguel Lermon. La seva col·lecció especialitzada en obres de Lingüística, Literatura Argentina, Espanyola i Hispanoamericana és una de les més importants de la República Argentina.
La Biblioteca de l'Acadèmia Argentina de Lletres compta en el seu patrimoni bibliogràfic amb els fons i llegats següents: Juan José i Enrique García Velloso (3.341 vol.), Rafael Alberto Arrieta (4.000 vol.), Alfredo de la Guàrdia (3.000 vol.), Abraham Rosenvasser (2.400 vol.), Celina Sabor de Cortazar (1.000 vol.), Ofelia Kovacci (2.000 vol.), Marietta Ayerza i Alfredo González Garaño (4.000 vol.), José Luis Trenti Rocamora (23.000 vol.), Miguel Lermon (12.000 vol.), Juan Manuel Corcuera (2.400 vol.), Manuel Gálvez (1.685 vol.)
La Biblioteca compta avui amb gairebé 130.000 volums i una important hemeroteca, amb tres mil títols de publicacions periòdiques, que sumen al voltant de 16.000 volums, i la converteixen en un destacat centre de recerca. A més té 2.000 volums antics (editats entre 1515 i 1801).
Posseeix quatre grans epistolaris: Manuel Gálvez, Roberto Giusti, Atilio Chiáppori i Victoria Ocampo. Els tres primers poden consultar-se en text complet a la Biblioteca de l'Acadèmia Argentina de Lletres. A Cervantes Virtual també es troba en text complet la col·lecció de literatura gautxesca, la de llibres de viatge comentant la regió, i els documents històrics recol·lectats per Pedro de Angelis.

## Departament de Recerques Filològiques
Un Departament de Recerques Filològiques va ser fundat nominalment el 1946, amb la intenció de desenvolupar labors de recerca i assessoria tècnica. El 1955, per decret presidencial, es va fusionar amb l'Instituto de la Tradició per a conformar un Institut Nacional de Filologia i Folklore. La labor del mateix es va reglamentar el 1961, però no va ser fins a 1966 en què, sota la direcció de Carlos Ronchi March, es va sistematitzar la tasca d'elaboració d'arxius i informes lexicogràfics. El departament assessora actualment al plenari de l'Acadèmia, prepara observacions i addicions per a la RAE i manté arxius i documentació sobre les locucions locals.

## Publicacions
A partir de la seva fundació l'acadèmia va publicar un Butlletí trimestral, d'interessos filològics i lexicogràfics. La línia conservadora i afí a l'acadèmia peninsular es va mantenir des del primer número, en el qual Terán va negar l'existència d'un "idioma dels argentins" i va emfatitzar la continuïtat del castellà rioplatense amb l'ibèric. Els interessos de fixació i selecció d'un corpus normatiu per a la llengua nacional es van evidenciar també en la "Bibliografia del castellà a l'Argentina", publicada des d'aquest número, buscant recopilar una selecció de les obres valuoses de la producció literària nacional, i en les activitats de protesta i correcció d'expressions periodístiques, publicitàries o administratives en desacord amb la llengua estandarditzada. Es van cursar circulars a diaris i emissores radials, així com a entitats del govern municipal i nacional. El Butlletí de l'Acadèmia Argentina de Lletres (BAAL) continua editant-se fins avui.
El 1941 es va iniciar una col·lecció de recopilacions i treballs crítics sobre "Clásicos Argentinos", de la qual s'han publicat setze volums. A partir de 1946 es va afegir a aquesta una col·lecció d'"Estudios Académicos", que conjumina la traducció de bibliografia estrangera amb estudis crítics i biogràfics nacionals, i el 1976 finalment una sèrie d’"Estudios Lingüísticos i Filológicos".
A més de les anteriors, des de 1947 han acompanyat ocasionalment al BAAL volums d'homenatge a autors destacats. A partir de 1975 es va estabilitzar la seva publicació, que arriba eals 25 volums actualment. Fora de les col·leccions habituals, s'han publicat diversos toms, incloent-hi un Diccionario de americanismos per Augusto Malaret, el primer tom de l'inconclús Diccionario etimológico del castellano usual de Leopoldo Lugones, les actes de l'IV Congrés de les Acadèmies de la Llengua Espanyola, un Léxico del habla culta de Buenos Aires, un tom de Dudas idiomáticas frecuentes, un Registro del habla de los argentinos, dotze volums d'Acuerdos sobre el idioma fixats per l'acadèmia i algunes obres literàries. En projecte està un ampli Diccionari del hablar de los argentinos que registri l'ús culte de la llengua al país.